# Melanie Skillman
Melanie Skillman   (Reading, 23 de setembre de 1954) és una ex-tiradora amb arc estatunidenca que va competir durant la dècada de 1980.
El 1988 va prendre part en els Jocs Olímpics de Seül, on va disputar dues proves del programa de tir amb arc. Va guanyar la medalla de bronze en la competició per equips formant equip amb Denise Parker i Deborah Ochs, mentre en la prova individual finalitzà en desena posició.